# هوغو غارسيا
هوغو غارسيا (بالإسبانية: Hugo García)‏ (14 سبتمبر 1981 مدينة مكسيكو المكسيك - ) هو لاعب كرة قدم مكسيكي يلعب كلاعب وسط.